# 辛醇
辛醇，為化學式C8H18O的醇類，可以指：
直链辛醇：
- 1-辛醇，又名正辛醇，為一個有八個碳的直鏈脂肪醇，是一種伯醇。
- 2-辛醇，又名仲辛醇，為一種仲醇。
- 3-辛醇
- 4-辛醇

|  | 这个同类索引页列出了具有相同或相似标题的化学条目。 除非您是有意链接至本页，否则应将相应条目的内部链接指向正确的条目。 |